# Sant Jaume de Viladrover
Sant Jaume de Viladrover és un dels nuclis de població que formen el municipi d'El Brull, a la comarca d'Osona. És a la plana osonenca a uns 600 metres d'altura i el 2018 tenia 83 habitants habitants que es dedicaven especialment a l'agricultura i a la ramaderia. Cal destacar l'església romànica de Sant Jaume, documentada el 1131.